# گروو هیل
گروو هیل (به انگلیسی: Grove Hill) شهرکی واقع در ایالت قلمرو شمالی در استرالیاست. این شهرک هم‌اکنون خالی از سکنه است.